# 1999 VA25
1999 VA25 är en asteroid i huvudbältet som upptäcktes den 13 november 1999 av den japanska astronomen Takao Kobayashi vid Ōizumi-observatoriet.
Asteroiden har en diameter på ungefär 6 kilometer.